# 马科斯·莫内塔
马科斯·莫内塔（西班牙語：Marcos Moneta，2000年3月7日—），阿根廷男子七人制橄榄球运动员。他曾代表阿根廷参加2020年和2024年夏季奥林匹克运动会七人制橄榄球比赛，其中2020年奥运会获得一枚铜牌。